# Chick lit
Chick lit è l'espressione inglese con la quale si definisce un genere letterario emerso negli anni novanta e rappresentato da scrittrici soprattutto britanniche e statunitensi, che si rivolgono prevalentemente a un pubblico di donne giovani, single e in carriera. A questo genere appartengono numerosi best seller internazionali a partire dagli anni novanta in poi.

## Origine del nome
Nello slang statunitense, chick è un termine informale per "ragazza" derivato da chicken ("pollastrella"); lit è l'abbreviazione di literature ("letteratura"). L'espressione è entrata nell'uso comune intorno al 2000.

## Caratteristiche
Pur presentando alcuni elementi in comune con il tradizionale romanzo rosa, il romanzo chick lit tende a essere umoristico e post-femminista nella sua rappresentazione della vita e dei rapporti sentimentali. Le protagoniste sono di solito donne dinamiche, alla moda, fra i venti e i quarant'anni, che vivono in grandi città (per esempio Londra o New York) e lavorano in settori come l'editoria, la pubblicità, la finanza o la moda. Lo stile della narrazione tende a essere irriverente anche, se non soprattutto, sugli argomenti sentimentali e sessuali.

## Principali opere
Jane Austen e Anita Loos potrebbero essere considerate precorritrici del chick lit; l'influenza della loro produzione si percepisce in molte opere del genere, e alcune autrici hanno esplicitamente dichiarato il proprio debito nei confronti di romanzi come Emma o Orgoglio e pregiudizio. Proprio di quest'ultimo si sente l'eco in quello che viene considerato il precursore del chick lit, Il diario di Bridget Jones di Helen Fielding, best-seller mondiale e usato come soggetto di un altrettanto fortunato film. Poco tempo dopo la pubblicazione di Bridget Jones, grande successo ebbe la serie televisiva Sex and the City, basata sul romanzo omonimo di Candace Bushnell, un altro classico del genere.
Sia Bridget Jones sia Sex and the City furono inizialmente pubblicati come storie a puntate su quotidiani come il New York Observer e il Daily Telegraph, e successivamente trasformati in romanzo dato il grande interesse del pubblico. La prima opera chick lit a essere concepita fin dall'inizio come romanzo fu probabilmente Manuale di caccia e pesca per ragazze di Melissa Bank. Il successo ottenuto da Fielding, Bushnell e Bank fu tale da dare l'avvio a uno dei generi letterari più prolifici e redditizi degli ultimi decenni. Fra i romanzi chick lit di maggior successo si possono citare I Love Shopping di Sophie Kinsella e Il diavolo veste Prada di Lauren Weisberger. Altri romanzi definibili "Chick lit" sono quelli di Jane Green, autrice di numerosi libri tra cui Voltiamo Pagina e quelli di Jenny Colgan.

## Ilchick lititaliano
Fra le scrittrici in lingua italiana si possono citare Federica Bosco (con Mi piaci da morire), Alessandra Casella (Un anno di gloria), Stefania Bertola (Aspirapolvere di stelle), la serie de l'Allieva di Alessia Gazzola l'attrice Geppi Cucciari con il romanzo d'esordio Meglio donna che male accompagnata e Anna Premoli.

## Ilchick litmaschile
Alcuni autori vengono talvolta classificati come la controparte maschile del chick lit; fra gli altri, Ben Elton, Mike Gayle.